# Corazón Valiente
Siła Serca (Corazón Valiente) – amerykańska telenowela z 2012 roku. Wyprodukowana przez wytwórnię Telemundo.
Telenowela jest emitowana m.in. w Stanach Zjednoczonych na kanale Telemundo.

## Obsada
| Aktor                   | Rola                             | Opis postaci                                                                                     |
| ----------------------- | -------------------------------- | ------------------------------------------------------------------------------------------------ |
| Adriana Fonseca         | Angela Valdez                    | Protagonistka, była żona Luisa, matka Violety, zakochana w Juanie Marcosie                       |
| José Luis Reséndez      | Juan Marcos Arroyo               | Protagonista, mąż Isabel, ojciec Genesis, zakochany w Angeli                                     |
| Aylin Mujica            | Fernanda del Castillo            | Antagonistka, córka Bernarda i siostra Willy’ego, ma obsesję na punkcie Juana Marcosa            |
| Ximena Duque            | Samantha Sandoval Navarro        | Protagonistka, zakochana w Willym                                                                |
| Fabián Ríos             | Guillermo „Willy” del Castillo   | Protagonista, syn Bernarda i brat Fernandy, zakochany w Samancie                                 |
| Vanessa Pose            | Emma Arroyo]                     | Siostra Juana Marcosa, zakochana w Pablo                                                         |
| Jon Ecker               | Pablo Peralta]                   | Ochroniarz Emmy, zakochany w niej                                                                |
| Sonya Smith             | Isabel Uriarte de Arroyo         | Antagonistka, żona Juana Marcosa i matka Genesis, nienawidzi Angeli, ginie zabita z rąk Fernandy |
| Jorge Luis Pila         | Miguel Valdez                    | Ojciec Angeli i Samanthy, mąż Esteli. Nie żyje                                                   |
| Manuel Landeta          | Bernardo del Castillo            | Antagonista, ojciec Willy’ego i Fernandy                                                         |
| Katie Barberi           | Perla Navarro de Sandoval        | Matka Samanthy i zona Dario, kochanka Bernarda                                                   |
| Leonardo Daniel         | Darío Sandoval                   | Mąż Perli, kochanek Ofelii                                                                       |
| Gilda Haddock           | Estela de Valdez                 | Matka Angeli i żona Miguela                                                                      |
| Gabriel Valenzuela      | Luis Martínez                    | Antagonista, były mąż Angeli i tata Violety                                                      |
| Carolina Tejera         | Lorena Barrios                   | Zakochana w Willy, przyjaciółka Samanthy, ginie w wypadku.                                       |
| Brenda Asnicar          | Fabiola Ferrara / Fabiola Arroyo | Siostra Juana Marcosa, kocha Miguela.                                                            |
| Alba Roversi            | Nora del Castillo                | Matka Willy’ego i Fernandy, byłą żona Bernarda i przyjaciółka Angeli.                            |
| Pablo Azar              | Gustavo Ponte                    | Policjant, zakochany w Angeli.                                                                   |
| Angeline Moncayo        | Laura Aguilar                    | Policjantka, zakochana w Juanie Marcosie.                                                        |
| Daniela Navarro         | Clara Salvatierra                | Narzeczona Bernarda.                                                                             |
| Gregorio Pernía         | Javier Falcón „El Verdugo”       |                                                                                                  |
| Gabriel Porras          | Miguel Valdez Gutiérrez          | Syn Miguela, brat Samanthy i Angeli, zakochany w Fabioli.                                        |
| José Guillermo Cortines | Renzo Mancilla                   |                                                                                                  |
| Tatiana Capote          | Ofelia                           |                                                                                                  |
| Alejandro López         | Vicente La Madrid                |                                                                                                  |
| Lino Martone            | Diego Villareal                  |                                                                                                  |
| Roberto Plantier        | Gabriel La Madrid                |                                                                                                  |
| Priscila Perales        | Nelly                            |                                                                                                  |
| Ahrid Hannaley          | Cecilia                          |                                                                                                  |
| Briggitte Bozzo         | Génesis Arroyo                   |                                                                                                  |
| Nicole Arci             | Violeta                          |                                                                                                  |

### Udział specjalny
| Aktor           | Charakter                |
| --------------- | ------------------------ |
| Sonya Smith     | Isabel Uriarte de Arroyo |
| Jorge Luis Pila | Miguel Valdez            |
| Carolina Tejera | Lorena Barrios           |

### Aktorzy drugoplanowi
| Aktor                   | Rola                              |
| ----------------------- | --------------------------------- |
| Abraham Segundo         |                                   |
| Alain Álvarez           |                                   |
| Alberto Danuzio         |                                   |
| Alejandro D' Carlo      |                                   |
| Alejandro Renteria      |                                   |
| Alejandro Soto          |                                   |
| Alexander Sánchez       |                                   |
| Alvaro Ardila           |                                   |
| Ana Belen               |                                   |
| Anderson Leal           | Lucas                             |
| Andrea Baeza            | Nancy                             |
| Andrés Cotrino          | Nicolás del Castillo              |
| Andrés Mejía            |                                   |
| Andrés Vargas           | Tony                              |
| Anies Castillo          |                                   |
| Armando Acevedo         |                                   |
| Armando Arevando        |                                   |
| Beatriz Cesar           | Andrea Juarez                     |
| Bettina Grand           | Inés Suárez                       |
| Carla Rodríguez         | Alejandra                         |
| Carlos Cuervo           | Federico Varela                   |
| Carlos Mantilla         | Señor Torres                      |
| Carlos Nocheti          |                                   |
| Carlos Peña             |                                   |
| Carlos Pítela           | Father Pedro                      |
| Carolina Delgado        |                                   |
| Carolina López          |                                   |
| Cesar Galvez            |                                   |
| Claudia Batule          |                                   |
| Dania Fuenomayor        |                                   |
| Daniela Botero          |                                   |
| David Cano              | Juan Cruz Arroyo                  |
| Dayami Padrón           | Paloma Nieves                     |
| D'Michael Haas          | Dr. Levin                         |
| Eduardo Rodríguez       | Esteban de la Vega                |
| Eduardo Wasveiler       | Juan Ignacio Arroyo               |
| Edwin Dorado            |                                   |
| Elioret Silva           |                                   |
| Emily Alvarado          | Samantha Sandoval Navarro (młoda) |
| Enrique Herrera         | Alberto Robinson                  |
| Eslover Sanchez-Baquero |                                   |
| Evelyn Diaz             | Evelyn                            |
| Ezequiel Montalt        | Manuel Flores                     |
| Ezequiel Rodriguez      |                                   |
| Fernando Peregrini      |                                   |
| Fernando Vieira         |                                   |
| Francisco Marmol        | Oscar del Valle                   |
| Francisco Porras        | Dante                             |
| Gabriela Borges         | Jessica Aragón                    |
| Gisella Abounrad        |                                   |
| Georgette Haddack       | Sonia Estévez                     |
| Greydis Gil             | Tamara                            |
| Guadalupe Hernández     |                                   |
| Ileana Jacquet          | Josefina Uriarte                  |
| Isaniel Rojas           |                                   |
| Itzel Ramos             | Leonor Arroyo                     |
| Iván Hernández          | Leonardo „Leo” Carreño            |
| Jackie Junguito         | La Loba                           |
| Jamie Sasson            | Paula Uriarte                     |
| Jeniree Blanco          | Ana Peralta                       |
| Johnny Nessy            | German Galindez „El Vikingo"      |
| Jonathan Freudman       | Rodrigo Sandoval                  |
| Jorge Orellana          |                                   |
| Jorge Quadreny          | Augustin Rojas                    |
| Jorge Luis Portales     | Víctor Aragón                     |
| José Carlos Garrido     |                                   |
| Juan Cepero             | Octavio Ruiz                      |
| Juan Echeverri          | „El Perro"                        |
| Juan Esteban Gomez      |                                   |
| Laura Ferreti           | Trinidad Girón                    |
| Leslie Stewart          | Thelma                            |
| Lina Maya               | Irene Salas                       |
| Luis Gerardo López      | Gerardo Duval                     |
| Luis Salazar            |                                   |
| Manoli Fernandez        | Pedro Valenzuela                  |
| Manuel Duval            | Jiménez                           |
| Manuel Uriza            | Felix                             |
| Mari Zapata             |                                   |
| Maria Malgrat           |                                   |
| Marina Catalán          |                                   |
| Martín Villamarin       |                                   |
| Melody Batule           |                                   |
| Michelle Jones          | Pamela Vallester                  |
| Miguel Colón            |                                   |
| Miriam Benard           |                                   |
| Myriam Henriquez        | Dolores                           |
| Nadia Escobar           | Monique                           |
| Natacha Guerra          | Frida Brown                       |
| Nora Mora               |                                   |
| Odyn Subero             |                                   |
| Olegario Perez          |                                   |
| Oliver Gutierrez        |                                   |
| Omar Santana            | Raúl Fuentes                      |
| Orfelina De Leon        |                                   |
| Orlando Casín           |                                   |
| Oscar Diaz              |                                   |
| Paloma Márquez          | Sol Diaz de Leon                  |
| Paola Barros            | Beatriz                           |
| Patricia Alquinta       | Úrsula Villalobos                 |
| Patricia Juarez         |                                   |
| Patricia Noguera        | Celadora Ramos                    |
| Paula Vela              |                                   |
| Pedro Barreto           |                                   |
| Pedro Telémaco          | Marshall                          |
| Rafael Rincones         | Soldado                           |
| Rafael Robledo          | on sam                            |
| Randolph Melgarejo      | detektyw Izaguirre                |
| Ray Hernandez           | Núñez                             |
| Roberto Puerta          |                                   |
| Rocio Martínez          | Carmen Pérez                      |
| Romana Satt             |                                   |
| Ruben Belloni           |                                   |
| Samir Succar            | oficer Rodriguez                  |
| Santiago Sierra         |                                   |
| Shanik Hughes           |                                   |
| Shannon Izidron         |                                   |
| Sofia Sanabria          | Angela Valdez (młoda)             |
| Stephany Oliveira       | Luciana                           |
| Tamara Melian           |                                   |
| Tomas Doval             |                                   |
| Tuto Patiño             | „El Gringo"                       |
| Vanessa Fernandez       | Irma                              |
| Vivian Morales          |                                   |
| Viviana Mendez          | Guadalupe                         |
| William Jaramillo       |                                   |
| Yalimar Salomon         | Gloria Ferreira                   |
| Yami Quintero           | Eugenia de la Salle               |
| Yamir Gorritz           | „El Oso"                          |
| Yanelys Izquierdo       |                                   |
| Yesenia Acebal          |                                   |
| Yrahid Leylanni         | Natalia                           |

## Soundtrack
- Corazon Valiente-Flora Ciarlo
- Jugando a Enamorarse-Manuela Mejia
- Mi Primer Amor-Maribel Diaz i Jose Augusto
- Yo Te Extrano-Antonio Martinez i Sofia Vagas
- Por Ti Y Por Mi-Amerika Jimenez
- Volver a Amar-Claudio Ledda